# Chiesa di San Giacomo a Kastelaz
La chiesa di San Giacomo a Kastelaz (in tedesco St. Jakob in Kastelaz) è una chiesa cattolica situata a Termeno sulla Strada del Vino, in provincia di Bolzano; è sussidiaria della parrocchiale dei Santi Quirico e Giulitta di Termeno e fa parte della diocesi di Bolzano-Bressanone. La chiesa è decorata all'interno da vari cicli di affreschi realizzati tra il Duecento e il Quattrocento, in ottimo stato di conservazione, di buona fattura e a soggetti molto particolari, ed è considerata uno tra i più importanti monumenti artistici dell'Alto Adige.

## Storia

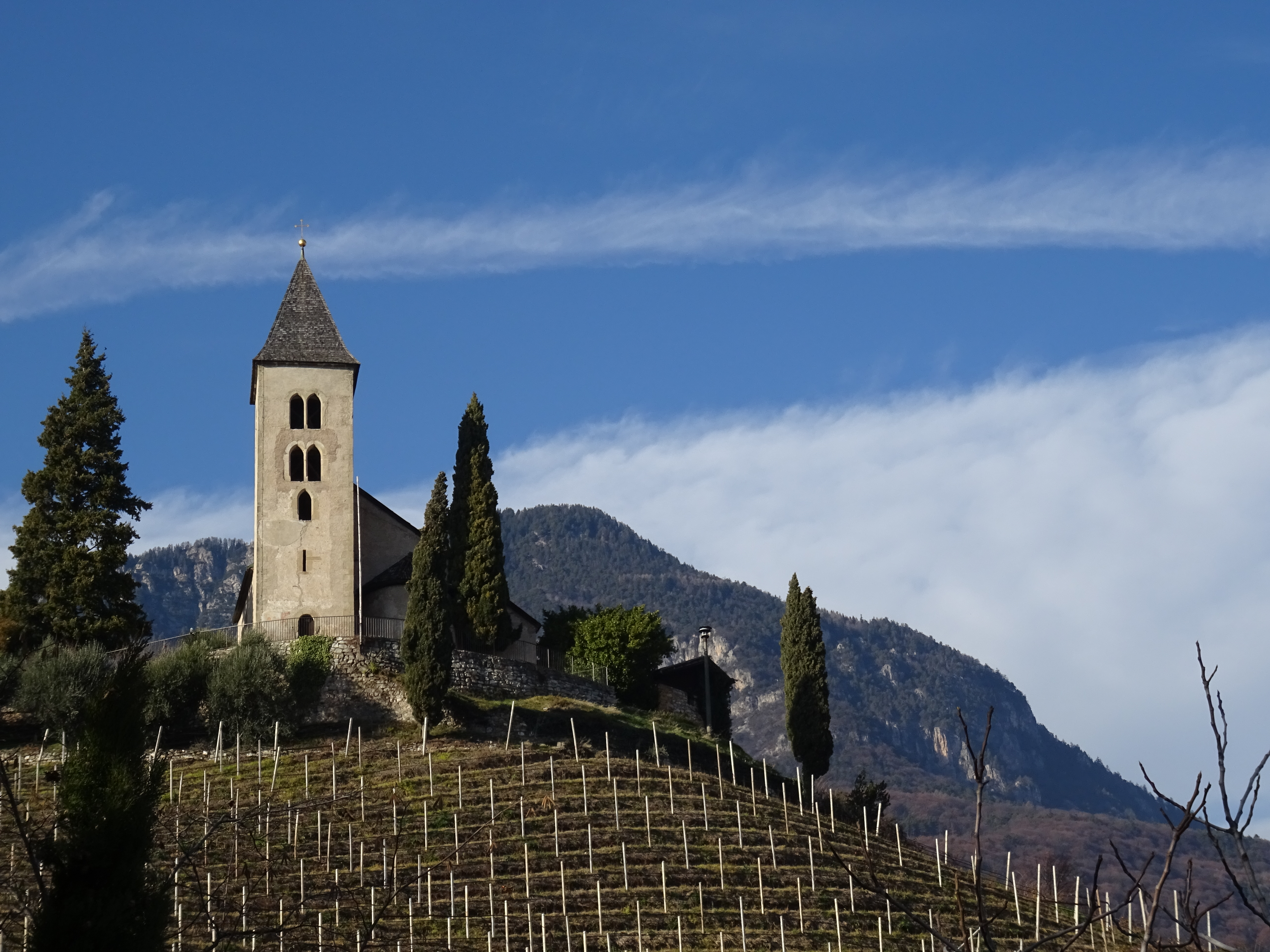
La chiesa vista dal paese sottostante

Le origini della chiesetta di San Giacomo si collocano probabilmente nell'XI secolo, epoca di maggior diffusione dei pellegrinaggi a Santiago di Compostela, ma è anche possibile che una cappella sia sorta sul colle sopra Termeno già nel IX secolo; la prima citazione documentale, ad ogni modo, è del 1214.
Nel 1215-20 venne eseguito un primo ciclo di affreschi interni, seguito da un altro, esterno e interno, nel corso del Trecento; sempre nel Trecento (o anche prima) venne eretto il campanile. Intorno al 1440 la chiesa venne ampliata con l'aggiunta della navata laterale, affrescata l'anno seguente, che comportò tra l'altro il rifacimento del tetto; l'ultima modifica fu, nel secolo successivo, l'apertura del portale laterale, che ad oggi è l'ingresso principale, e la costruzione della sagrestia.
La chiesa venne acquistata dal comune di Termeno già nel 1788, e negli anni 1880 si ebbe un primo restauro degli affreschi, seguito da un altro, più accurato, nel 1970-73.

## Descrizione

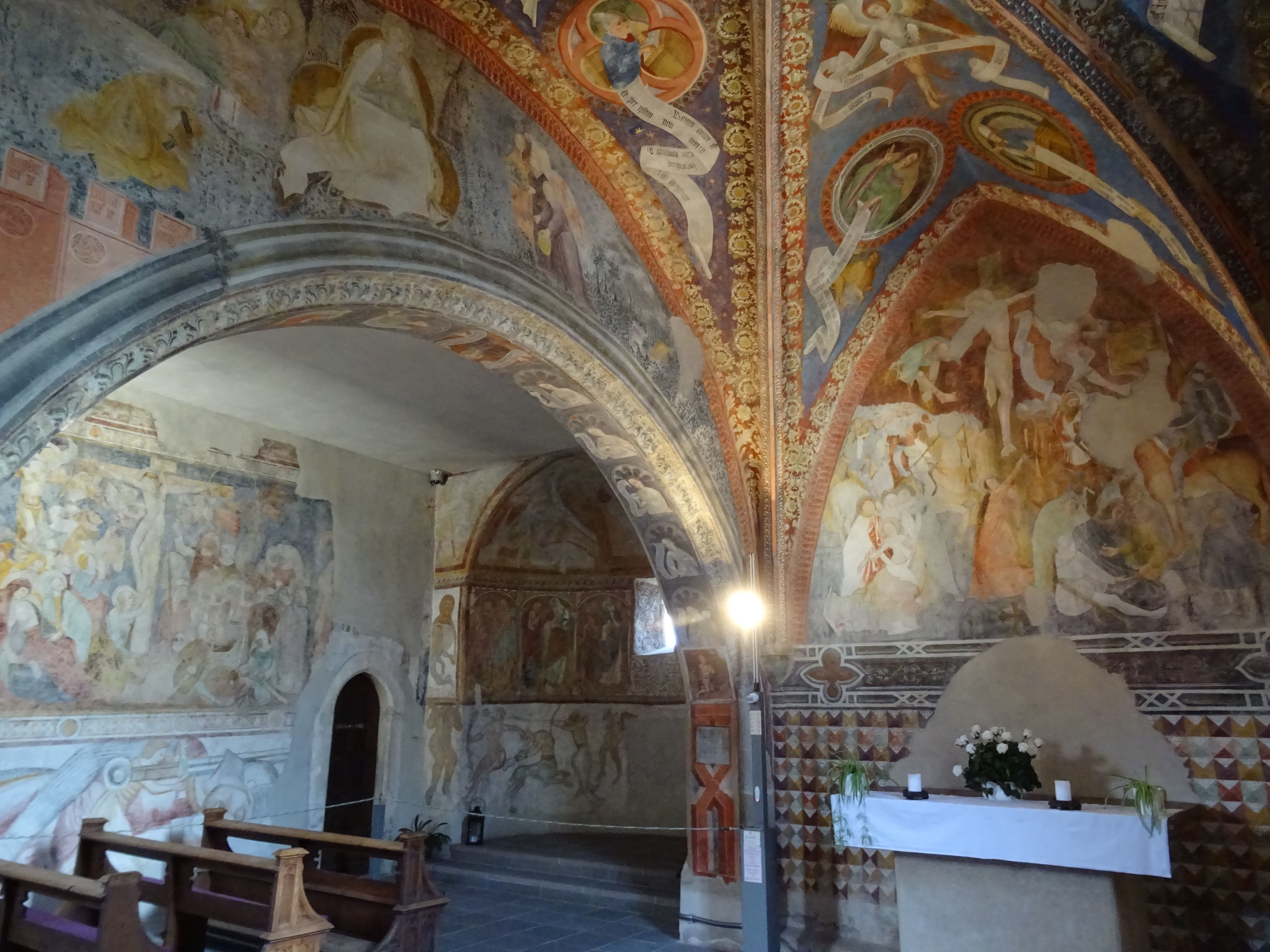
Interno

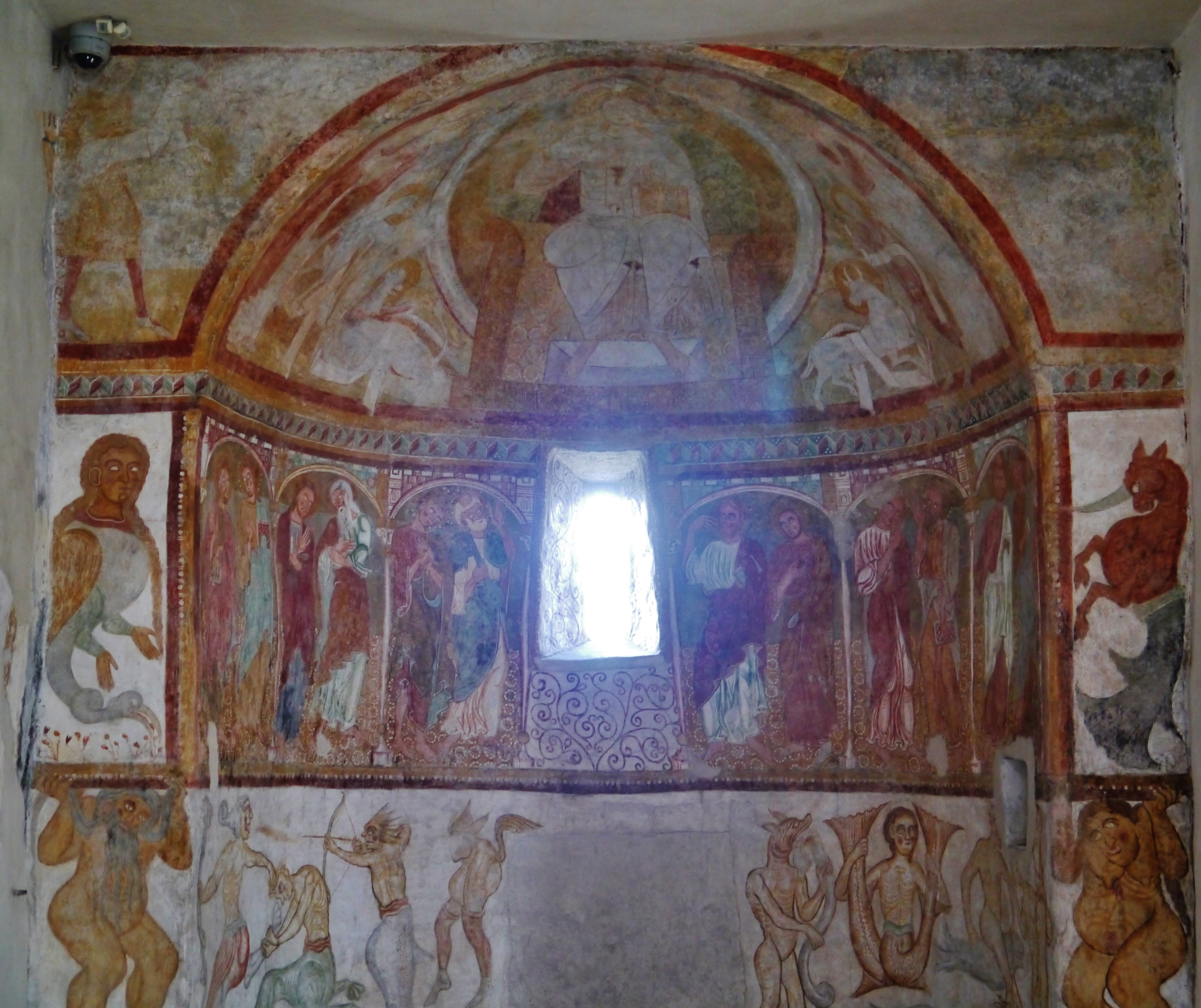
Il vano absidale e la parete circostante, con gli affreschi duecenteschi

L'edificio sorge in posizione panoramica sulla collina di Kastelaz, sovrastante l'abitato di Termeno, da cui è raggiungibile tramite un breve percorso a piedi; scavi archeologici sul colle hanno rinvenuto reperti sia romani, sia preistorici. Il colle prende il nome dal castello che lo occupava, di cui non rimane alcuna traccia.
La chiesa si presenta con facciata a capanna, in cui si aprono una monofora a sinistra, e una finestra rettangolare a destra, a livello del pavimento interno. L'accesso avviene dalla parete destra, dove pure si trova un'altra monofora. L'interno si articola in due navate, con la principale voltata a crociera e conclusa da un'abside semicircolare, e sul fianco destro quella secondaria, più corta. Sul lato sinistro della chiesa si trova la sagrestia, accessibile da una porticina collocata all'interno.
All'angolo tra le due navate si innalza il campanile, una torre a base quadrata, con cella campanaria aperta da bifore e cuspide piramidale in scandole; sui due lati orientali vi è un altro ordine di bifore sotto a quelle della cella, e sul lato di sud-est si trovano un'ulteriore monofora ancora più in basso, un portalino d'accesso ad arco preceduto da alcuni gradini, e resti di un affresco probabilmente trecentesco raffigurante i fedeli in pellegrinaggio verso Santiago. 

### Affreschi duecenteschi

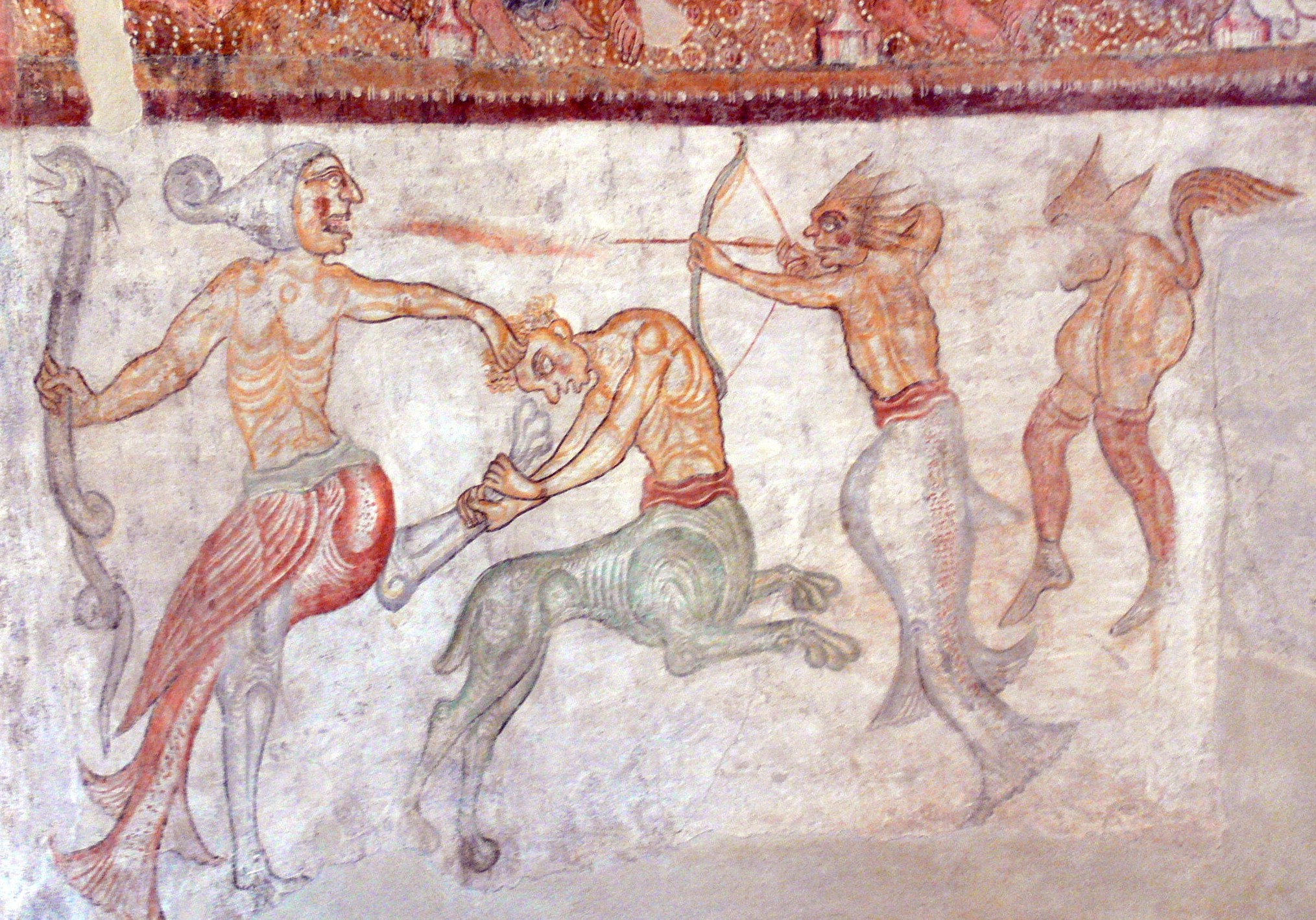
Dettaglio di alcune delle creature ibride affrescate nell'abside

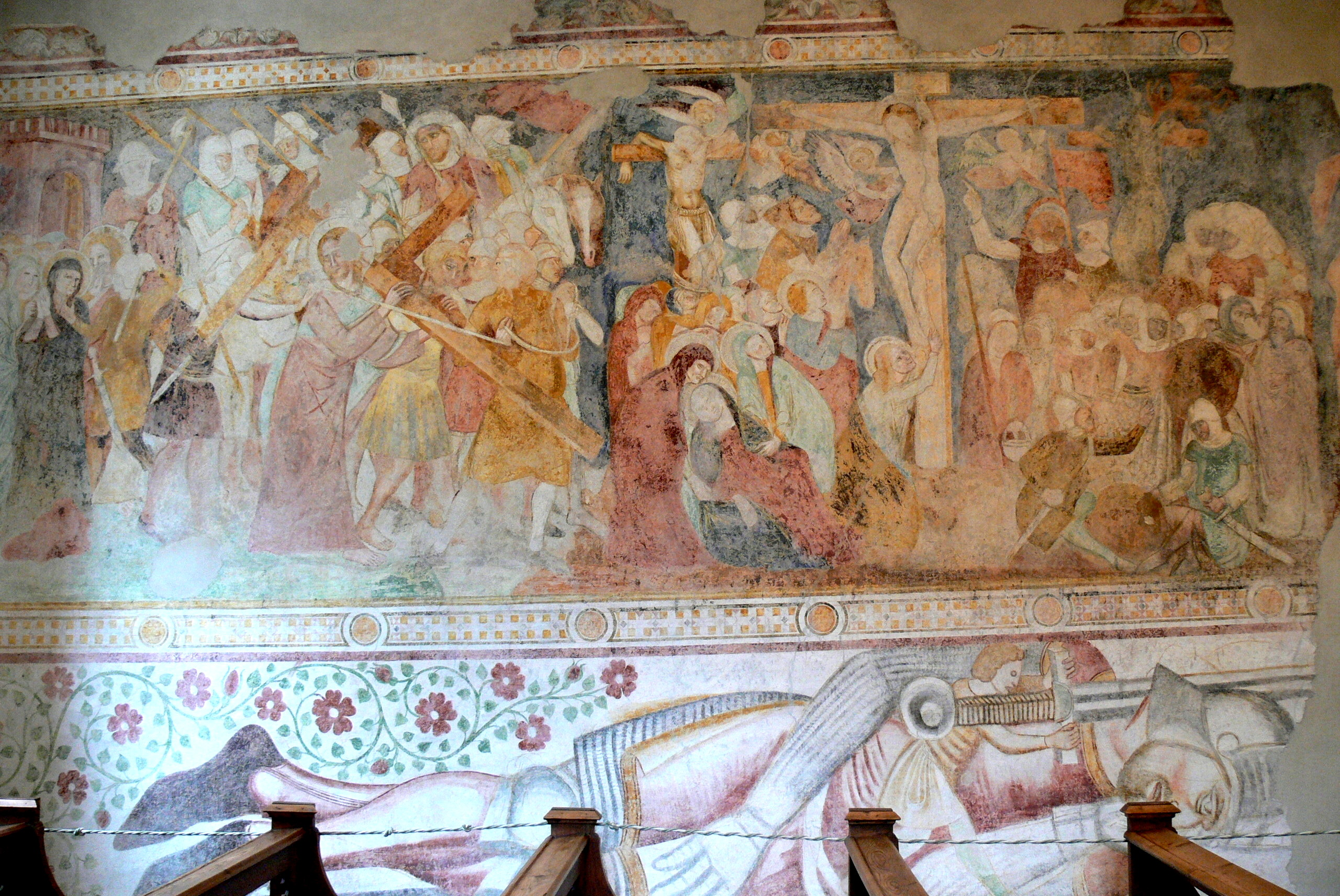
Gli affreschi trecenteschi della navata principale

L'abside della navata principale custodisce gli affreschi più antichi della chiesa, risalenti all'inizio del Duecento, di stile tardo-romanico e riconducibili alla stessa bottega che lavorò a San Bartolomeo di Romeno. Nel catino campeggia la Maiestas Domini, con la figura del Cristo Pantocratore in una mandorla, circondata dai quattro simboli del tetramorfo che rappresentano gli evangelisti: a sinistra e a destra si trovano anche Giovanni Battista e la Vergine Maria, che assieme a Gesù formano la deesis. In pieno centro della parete absidale si apre una piccola finestrella decorata con un motivo a girali vegetali che richiamano l'albero della vita: questi, assieme alla luce che entra, simboleggiano la salvezza donata da Cristo. Ai lati della finestrella, sei a destra e sei a sinistra, si trovano i dodici apostoli, fissati nell'atto di parlare tra loro (il soggetto della loro discussione è, presumibilmente, la parola di Dio): essi sono inquadrati in un sistema di mura che richiama la Gerusalemme celeste.
Di grandissimo interesse sono le figure della parte più bassa dell'affresco, creature ibride ispirate ai popoli mostruosi descritti in opere come Il Fisiologo: si vedono un uomo-uccello dal respiro infuocato, che tiene uno scettro di serpi e lotta contemporaneamente con un centauro e con un tritone armato d'arco; un essere costituito da testa e gambe, con coda e orecchie a punta; un cinocefalo con piedi palmati intento a divorare una serpe; una sirena bicaudata; un uomo a cavallo di un delfino, morso da una serpe a due code; e infine una creatura marina cornuta che minaccia uno sciapode.
Gli affreschi duecenteschi proseguono anche sulla parete circostante il vano absidale: anche qui vi sono altre creature mitiche: ai lati vi sono due atlanti, un maschio e una femmina, simboleggianti forse Adamo ed Eva, che sembrano sorreggere la fascia marroncina che separa gli apostoli dai popoli mostruosi; sopra l'atlante maschio si trova una sirena alata, mentre sopra la femmina un capricorno. Nella parte più alta si vedono Caino e Abele intenti a offrire i loro doni al Signore, rispettivamente un agnello e delle spighe.
Le figure mostruose sono state oggetto di numerosi tentativi d'interpretazione; tra le varie ipotesi, potrebbero rappresentare in maniera fantasiosa quella moltitudine di popoli che la parola di Dio, predicata dagli apostoli sovrastanti, non aveva ancora raggiunto, oppure, sempre in contrasto con gli altri affreschi dell'abside, potrebbero simboleggiare il peccato o l'inferno.

### Affreschi trecenteschi
Sulla parete sinistra della navata principale si estende un ciclo di affreschi di fine Trecento, stilisticamente già ascrivibile al gotico. In basso, larga come tutto il muro, è distesa la sagoma del gigante Golia, sconfitto da Davide che si appresta a tagliargli la testa. Nella fascia superiore vi sono due affollate rappresentazioni della salita al Calvario e della crocifissione di Gesù. 
Affreschi coevi, di cui restano solo frammenti deteriorati, erano presenti anche sulla parete orientale; un'iscrizione che recita S. Erasmus fa pensare che vi fosse un gruppo di santi, forse i quattordici santi ausiliatori.

### Affreschi quattrocenteschi

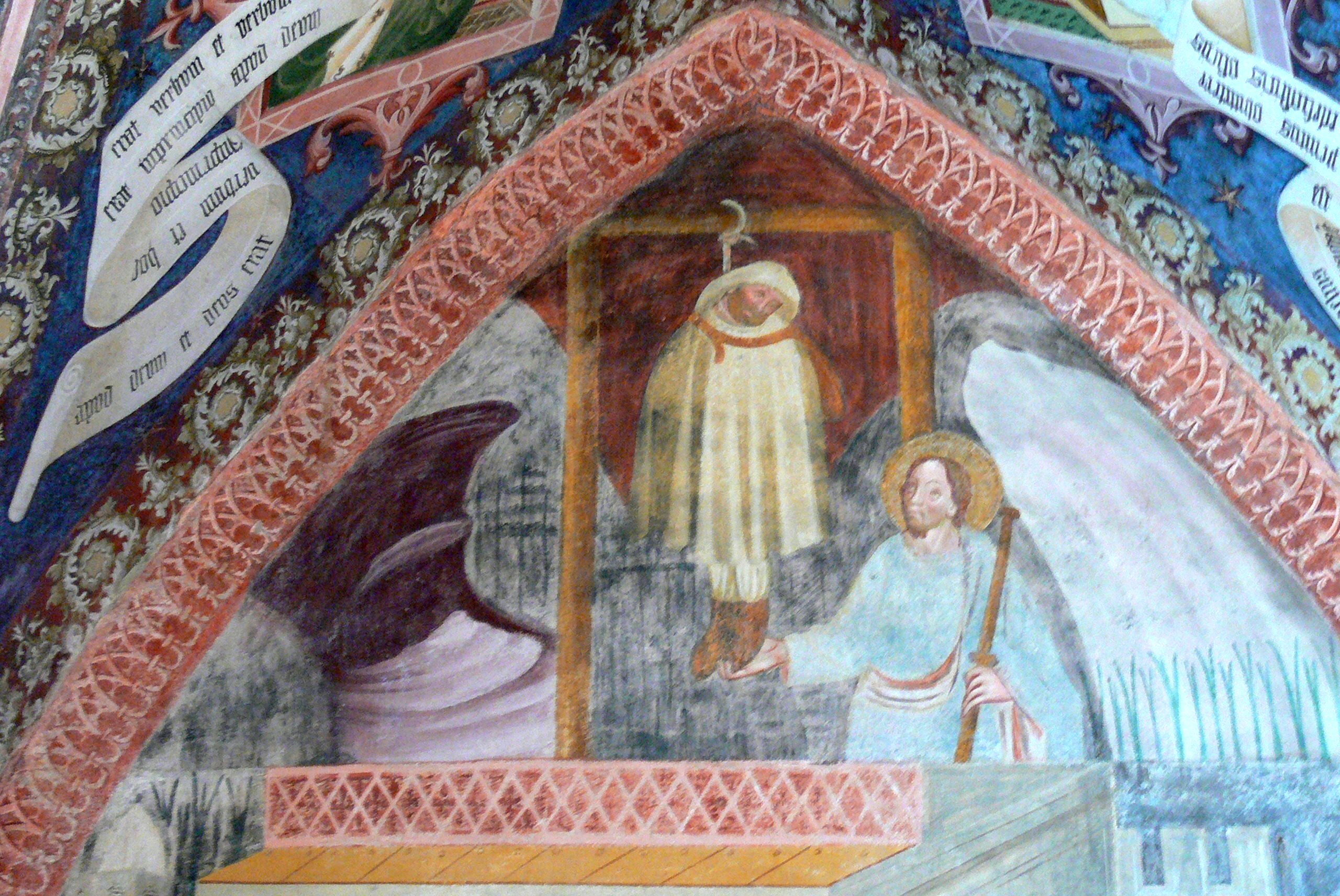
San Giacomo sostiene il figlio dei pellegrini appeso alla forca, affresco nella navata laterale

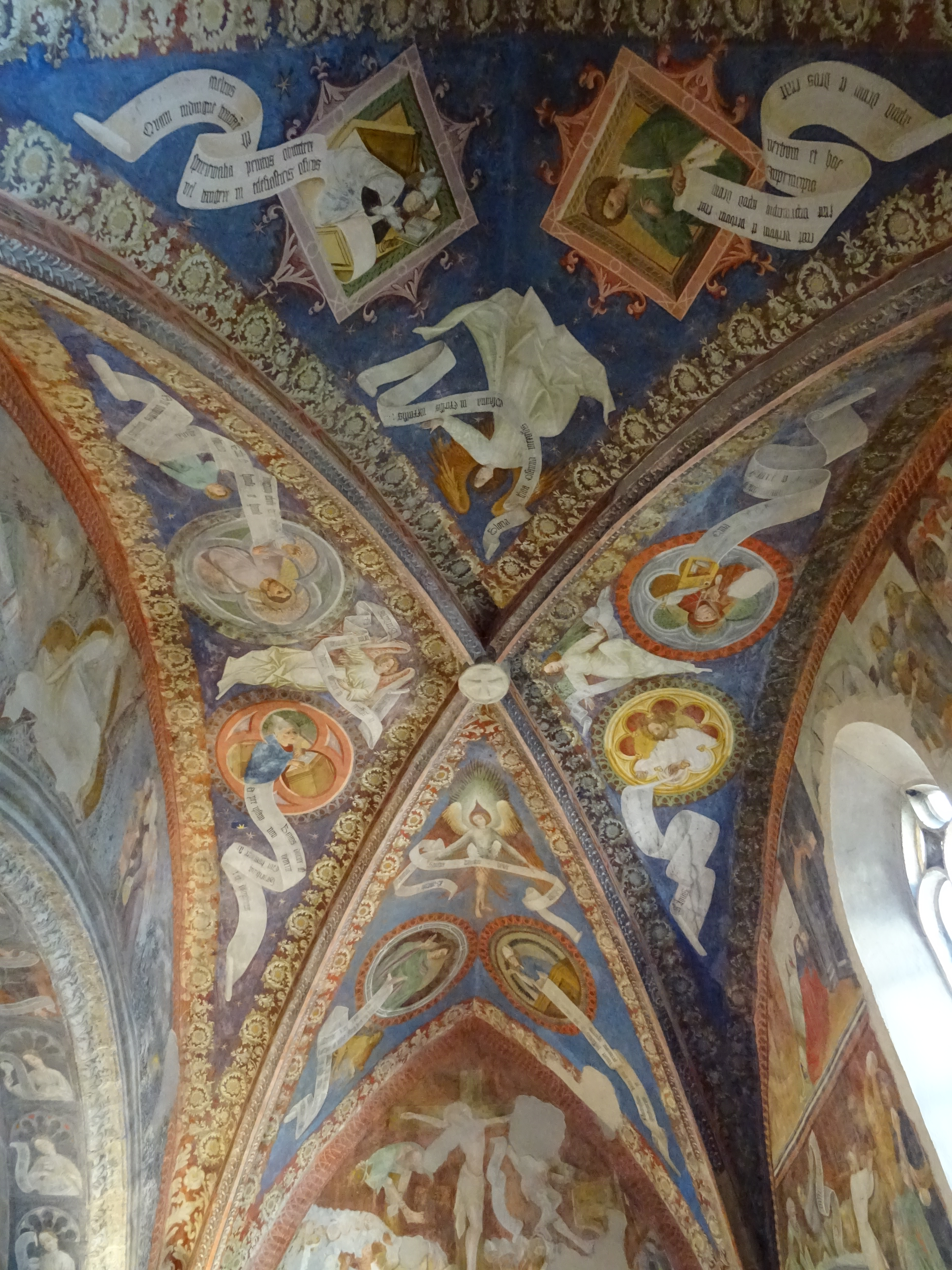
Affreschi della volta della navata laterale

La navata laterale è ornata da affreschi gotici, realizzati nel 1441 da Ambrosius Gander (un allievo di Giovanni da Brunico), in eccellente stato di conservazione. Suddivisi nelle vele della volta vi sono tre serie di figure: quattro angeli con ali di colore diverso, ognuno dei quali rappresenta uno dei cori angelici; i quattro evangelisti, affiancati dai rispettivi simboli del tetramorfo; e i quattro padri della Chiesa latina, ossia Girolamo (con la porpora cardinalizia), Gregorio Magno (con la tiara papale), Agostino e Ambrogio (entrambi con la mitra); tutti questi personaggi recano cartigli che riportano lodi a Dio e proclamano la manifestazione della sua salvezza.
Sulla parete orientale, sopra uno zoccolo dipinto con un motivo a tappeti, si staglia una scena della crocifissione di Gesù, che fungeva anche da pala per la mensa d'altare sottostante. Sopra l'arcata della parete nord si trova Maria seduta nell'hortus conclusus, un giardino murato e sorvegliato da un angelo, che rappresenta la sua verginità; nell'intradosso dell'arco vi sono le vergini sagge e le vergini stolte, con Dio Padre al centro e, opposti alle due basi dell'arco, Caino e Abele.
Le pareti sud e ovest sono dedicate al santo titolare della chiesa, Giacomo il Maggiore. A sinistra della finestra meridionale vi è la rappresentazione del suo martirio, mentre le altre immagini narrano la "leggenda dei pellegrini", diffusasi all'inizio del Quattrocento: secondo la storia un oste, con l'inganno, fece condannare per furto il figlio di una coppia di pellegrini, che venne impiccato; i genitori terminarono il cammino da soli e dopo oltre un mese, sulla via del ritorno, trovarono il figlio ancora vivo appeso alla forca, sostenuto da san Giacomo; un giudice, non credendo alla loro storia, affermò che il loro figlio "era vivo tanto quanto il pollo che aveva nel piatto", il quale prontamente si alzò e se ne volò via, covincendo il magistrato del miracolo; alla fine l'oste venne riconosciuto colpevole e impiccato a sua volta.